# 城島茂の週末ナビ ココイコ!
『城島茂の週末ナビ ココイコ!』（じょうしましげるのしゅうまつナビ ココイコ!）は、テレビ朝日で、2011年10月1日から2012年3月31日まで毎週土曜日6:30 - 8:00（JST）に放送されていた朝の情報バラエティ・旅番組で、TOKIOの城島茂の冠番組である。テレビ朝日系列の一部でも放送されていた。

## 概要
『やじうまテレビ!』土曜版の後継番組。2011年10月1日から放送開始。「毎週1カ所、旬なスポット」をテーマに掲げ、週末に「ここに行こう＝ココイコ!」と思ったらすぐに使える情報を生放送で紹介する斬新な情報番組であった。本番組のメインキャスター（MC）には『ガリレオヒット脳研』からTOKIOの城島茂、以前『LEADER'S HOW TO BOOK ジョーシマサイト』で城島とMCを務めていた当時テレビ朝日アナウンサーの前田有紀が起用された。
ちなみに、初期は番組の序盤と終盤に小刻みにCMを入れているため、番組中盤は1時間弱CMが流れなかったが、末期は小刻みにCMを入れていた。
- 2012年1月1日は、『トリハダ（秘）スクープ映像100科ジテン』とコラボした新春特番『新春!トリハダ&ココイコ スカイツリーから初日の出 お年玉&福袋映像 6時間生放送SP』を全国ネットで放送した。本番組は第1部 5:55 - 7:55を担当した。なお、7:55以降も『トリハダ』の放送時間は、城島・前田・久保田はひき続き出演する。なお、前番組『朝まで生テレビ!』から本番組はステブレレスで接続した。

天気予報の表示フォーマットは『やじうまテレビ!』同様、ウェザーニューズのものを使用している。
2012年3月31日放送分を以って終了。翌週同年4月7日からは『あさナビ』としてリニューアルスタートした。城島は『あさナビ』も続投。新潟テレビ21は、本番組をネットしてきたが、『あさナビ』のネットは行わない。一方、本番組を非ネットとした秋田朝日放送は『あさナビ』を放送している。

## 出演者

### メインキャスター（MC）
- 城島茂（TOKIO）
- 前田有紀（当時テレビ朝日アナウンサー）

### 情報キャスター
- 久保田直子（テレビ朝日アナウンサー）

### 中継リポーター
- 勝田和宏（当時テレビ朝日アナウンサー）

### ココイコ ナビゲーター
- 遠藤章造（ココリコ）
- 山崎邦正
- 松山メアリ
- アントキの猪木
- ホリ
- 山本ひかる
- 2丁拳銃
- 千秋
- 有村架純

・・・この中から毎週2～3人登場する

### ココイコ ナレーション
- あべこうじ

## ネット局
| 放送対象地域   | 放送局       | 系列           | 放送期間                      | 放送時間（JST）        | 備考・脚注 |
| -------------- | ------------ | -------------- | ----------------------------- | ---------------------- | ---------- |
| 関東広域圏     | テレビ朝日   | テレビ朝日系列 | 2011年10月1日 - 2012年3月31日 | 土曜 6時30分 - 8時00分 | 【制作局】 |
| 福島県         | 福島放送     | テレビ朝日系列 | 2011年10月1日 - 2012年3月31日 | 土曜 6時30分 - 8時00分 | [ 3 ]      |
| 新潟県         | 新潟テレビ21 | テレビ朝日系列 | 2011年10月1日 - 2012年3月31日 | 土曜 6時30分 - 8時00分 | -          |
| 長野県         | 長野朝日放送 | テレビ朝日系列 | 2011年10月1日 - 2012年3月31日 | 土曜 6時30分 - 8時00分 | -          |
| 山口県         | 山口朝日放送 | テレビ朝日系列 | 2011年10月1日 - 2012年3月31日 | 土曜 6時30分 - 8時00分 | -          |
| 香川県・岡山県 | 瀬戸内海放送 | テレビ朝日系列 | 2011年10月1日 - 2012年3月31日 | 土曜 6時30分 - 8時00分 | -          |
| 福岡県         | 九州朝日放送 | テレビ朝日系列 | 2011年10月1日 - 2012年3月31日 | 土曜 6時30分 - 8時00分 | [ 4 ]      |

## スタッフ
- 構成：外山信行、深田憲作
- TM：大島秀一
- 美術：石井哲也
- デジタルコンテンツ：臼井正和
- ホームページ：福島亘
- データ放送：楠真悟
- リサーチ：横山晋哉
- 編成：高橋良行、荒井祥之、二階堂義明、浦田幸毅
- 宣伝：椿本晶子
- 営業：北澤亜紀
- レイングッズ協力：HANWAY
- アシスタントディレクター：新田良太、加藤信、川村毅雄、佐藤嘉一、佐藤岳広、山王千聡
- ディレクター：片野正大、佐藤恭也、小笠原義範、多田洋一郎、原卓也、山中伸二、濱本幸治、松本真樹、森下剛、朝日健一、松元勇樹、山崎俊一、安東孝洋、町田洋昌、加藤浩明
- 中継プロデューサー：石山達彦（VIVIA）
- アシスタントプロデューサー：遠藤弘子、矢田部壮、佐藤かおる
- プロデューサー：引地夏規、杉山かおり、纐纈勇人、川口伸之、斉藤充、林和伸、橘昌余
- 総合演出：北村要
- ゼネラルプロデューサー：山下浩司
- 技術協力：テイクシステムズ、テレテック、tsp
- ロケ技術：ウィウィスタヂオ
- 制作協力：JCTV、TAIGA PRO、ドラゴンエンタテイメント、K-ten
- 制作著作：テレビ朝日